# Pseudogenusa
Pseudogenusa é um gênero de traça pertencente à família Arctiidae.